# Ulster History Park

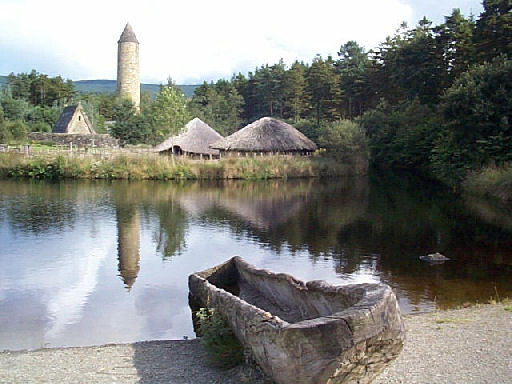
Ulster History Park

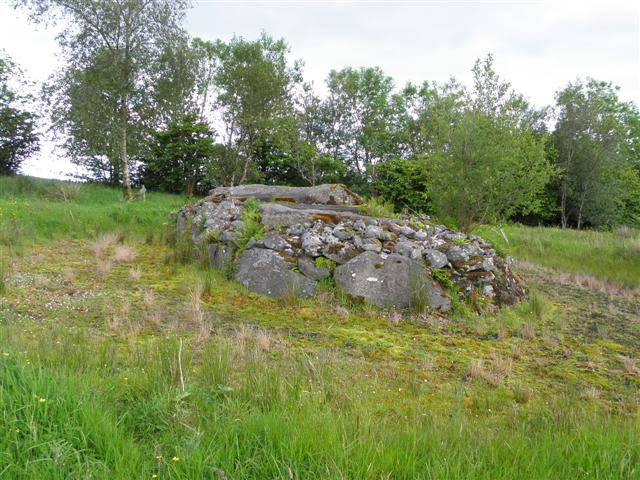
Wedge Tomb im Ulster History Park

Der 35 ha große Ulster History Park im Gortin Glen, nördlich von Omagh im County Tyrone in Nordirland gelegen, ist eines der jüngeren, aber auch umfassendsten archäologischen Freilandmuseen, das die Geschichte der letzten 10.000 Jahre bis ins frühe Mittelalter in Irland anhand von Rekonstruktionen zeigt. Die Baukosten werden mit 6 Mio. £ angegeben. Zum Park gehört auch ein kleines Museum. Der 1993 fertiggestellte Park wurde 2005 für reguläres Publikum geschlossen, da er aufgrund mangelnden Besucherstroms nicht rentabel betrieben werden konnte. Für größere Besuchergruppen und Veranstaltungen wird er kurzzeitig geöffnet.